# Киселёв, Андрей Владимирович (хоккеист)
Андрей Владимирович Киселёв (род. 19 мая 1977, Шверин) — российский хоккеист, защитник, тренер.

## Биография
Родился в Шверине, ГДР. Воспитанник хабаровского хоккея. Выступал за команды СКА / СКА-«Амур» / «Амур» Хабаровск (1993/94 — 1998/99, 2004/05 — 2006/07), «Амур-2» (1997/98 — 2000/01, 2004/05, 2006/07), «Рубин» Тюмень (2000/01), «Самородок» Хабаровск (2001/02), немецкие «Лаузитцер Фюксе» (2002/03), «Ганновер» (2003/04) и Ратингер Айс Элиенс (2011/12), «Спутник» Нижний Тагил (2006/07), «Металлург» Жлобин (Белоруссия, 2006/07), казахстанские «Барыс», «Барыс-2» (оба — Астана, 2007/08), «Сарыарка» Караганда (2010/11 — 2011/12), «Неман» Гродно (Белоруссия, 2007/08), «Ермак» Ангарск (2008/09 — 2009/10).
Чемпион Казахстана 2009/10.
Тренер команды «Амура» 2002 года рождения (2013—2014). Старший администратор ХК «Амур» (2014/15), Тренер (2015/16 — 2017/18, 2020/21), главный тренер (2018/19 — 2019/20) команды МХЛ «Амурские тигры». Тренер защитников в командах МХЛ «СКА-1946» Санкт-Петербург (2021/22), «Белые медведи» Челябинск (2022/23 — 2023/24), «Челмет» Челябинск (с 2024/25).